# Открытый чемпионат Китая по снукеру
Открытый чемпионат Китая (англ. China Open) — профессиональный рейтинговый турнир по снукеру. 
Проводился нерегулярно, однако с сезона 2004/2005, в связи с быстро растущим интересом к снукеру в Китае, что в большой степени было обусловлено очень хорошими выступлениями Дин Цзюньхуэя, закрепился в мэйн-туре на постоянной основе.

## Из истории
В Китае также проходили турниры по снукеру, в частности, China International – но это был нерейтинговый турнир. Однако, на нём был зафиксирован единственный официальный максимальный брейк, сделанный за пределами Британских островов – в исполнении Джеймса Уоттаны (для него это был третий официальный максимум). В 1999 китайский турнир стал рейтинговым, и вместе с Thailand Masters два турнира четыре сезона держались в Азии. 
В 1999 China International был переименован в China Open, первым победителем China Open стал Ронни О’Салливан, победивший в финале валлийца — Марка Уильямса со счётом 9:3. 
Из-за потерь спонсоров и вызванного этим оттока средств руководство World Snooker решило, что они больше не могут позволить себе проводить турниры на Востоке, и на сезон 2002/2003 турнир был исключен из расписания, но, к счастью, временно. Благодаря возросшей популярности снукера в Азии (из этого региона в последние годы вышло много сильных игроков, и число их увеличивается с каждым сезоном), в сезоне 2004/05, после трёхлетнего перерыва, Азия вновь получила рейтинговый турнир, и им стал China Open в Пекине. Он же стал во многом поворотным пунктом современного развития снукера в Китае: 18-летний обладатель уайлд-кард Дин Цзюньхуэй прошёл весь путь до финала, разбив по пути экс-чемпионов мира Питера Эбдона и Кена Доэрти, встретился в финале с семикратным чемпионом мира Стивеном Хендри и стал национальным героем Китая, победив великого шотландца — 9:5. По иронии судьбы из-за статуса уайлд-кард Дин получил только титул победителя рейтингового турнира, но ни рейтинговых очков, ни призовых денег ему не досталось. 
Турнир остался в расписании и в последующих сезонах: в сезоне 2005/06 его победителем стал Марк Уильямс (это был его пятый титул в Азии), победив в напряжённом матче, закончившемся контровой партией, шотландца Джона Хиггинса, 9:8. В сезоне 2006/07 приз все же отправился в Шотландию в руках уроженца Глазго — Грэма Дотта, победившего со счётом 9:5 в финале квалифая — Джейми Коупа. 
Трофей остался в Шотландии и на новый сезон: в 2008 году его в напряжённейшем финале, решившемся в контровой партии, выиграл Стивен Магуайр, одолев со счётом 10:9 англичанина Шона Мерфи. В Англию уехал главный приз и на следующий год: его обладателем стал Питер Эбдон, в финале обыгравший Джона Хиггинса со счётом 10:8.
Турнир проходит в Пекине, в зале University Students Gymnasium, в марте-апреле. Это последний рейтинговый турнир перед чемпионатом мира.
На турнире зафиксированы уже 4 максимальных брейка: 1997 — Джеймс Уоттана (1/4 финала), 1998 — Мехмет Хусну (квалификация), 2007 — Стивен Магуайр (1/2 финала), 2010 — Нил Робертсон (1/8 финала).

## Победители
| Год                                                  | Чемпион                               | Финалист                              | Счёт в финале                         | Сезон                                 |
| Catch China Challenge (нерейтинговый)                | Catch China Challenge (нерейтинговый) | Catch China Challenge (нерейтинговый) | Catch China Challenge (нерейтинговый) | Catch China Challenge (нерейтинговый) |
| ---------------------------------------------------- | ------------------------------------- | ------------------------------------- | ------------------------------------- | ------------------------------------- |
| 1997                                                 | Стив Дэвис                            | Джимми Уайт                           | 7:4                                   | 1997/98                               |
| China International (рейтинговый)                    |                                       |                                       |                                       |                                       |
| 1999                                                 | Джон Хиггинс                          | Билли Снэддон                         | 9:3                                   | 1998/99                               |
| 1999                                                 | Ронни О'Салливан                      | Стивен Ли                             | 9:2                                   | 1999/00                               |
| China Open (рейтинговый)                             |                                       |                                       |                                       |                                       |
| 2000                                                 | Ронни О'Салливан                      | Марк Уильямс                          | 9:3                                   | 2000/01                               |
| 2002                                                 | Марк Уильямс                          | Энтони Хэмилтон                       | 9:8                                   | 2001/02                               |
| 2005                                                 | Дин Цзюньхуэй                         | Стивен Хендри                         | 9:5                                   | 2004/05                               |
| Star Dragon Woods Villa Cup China Open (рейтинговый) |                                       |                                       |                                       |                                       |
| 2006                                                 | Марк Уильямс                          | Джон Хиггинс                          | 9:8                                   | 2005/06                               |
| Honghe Industrial China Open (рейтинговый)           |                                       |                                       |                                       |                                       |
| 2007                                                 | Грэм Дотт                             | Джейми Коуп                           | 9:5                                   | 2006/07                               |
| 2008                                                 | Стивен Магуайр                        | Шон Мёрфи                             | 10:9                                  | 2007/08                               |
| Bank Of Beijing China Open (рейтинговый)             |                                       |                                       |                                       |                                       |
| 2009                                                 | Питер Эбдон                           | Джон Хиггинс                          | 10:8                                  | 2008/09                               |
| Sanyuan Foods World Snooker China Open (рейтинговый) |                                       |                                       |                                       |                                       |
| 2010                                                 | Марк Уильямс                          | Дин Цзюньхуэй                         | 10:6                                  | 2009/10                               |
| Bank of Beijing China Open (рейтинговый)             |                                       |                                       |                                       |                                       |
| 2011                                                 | Джадд Трамп                           | Марк Селби                            | 10:8                                  | 2010/11                               |
| 2012                                                 | Питер Эбдон                           | Стивен Магуайр                        | 10:9                                  | 2011/12                               |
| 2013                                                 | Нил Робертсон                         | Марк Селби                            | 10:6                                  | 2012/13                               |
| 2014                                                 | Дин Цзюньхуэй                         | Нил Робертсон                         | 10:5                                  | 2013/14                               |
| 2015                                                 | Марк Селби                            | Гэри Уилсон                           | 10:2                                  | 2014/15                               |
| 2016                                                 | Джадд Трамп                           | Рики Уолден                           | 10:4                                  | 2015/16                               |
| 2017                                                 | Марк Селби                            | Марк Уильямс                          | 10:8                                  | 2016/17                               |
| 2018                                                 | Марк Селби                            | Барри Хокинс                          | 11:3                                  | 2017/18                               |